# Sylwester Ambroziak
Sylwester Ambroziak (* 14. April 1964 in Łowicz) ist ein polnischer Bildhauer, der in Warschau lebt und arbeitet.

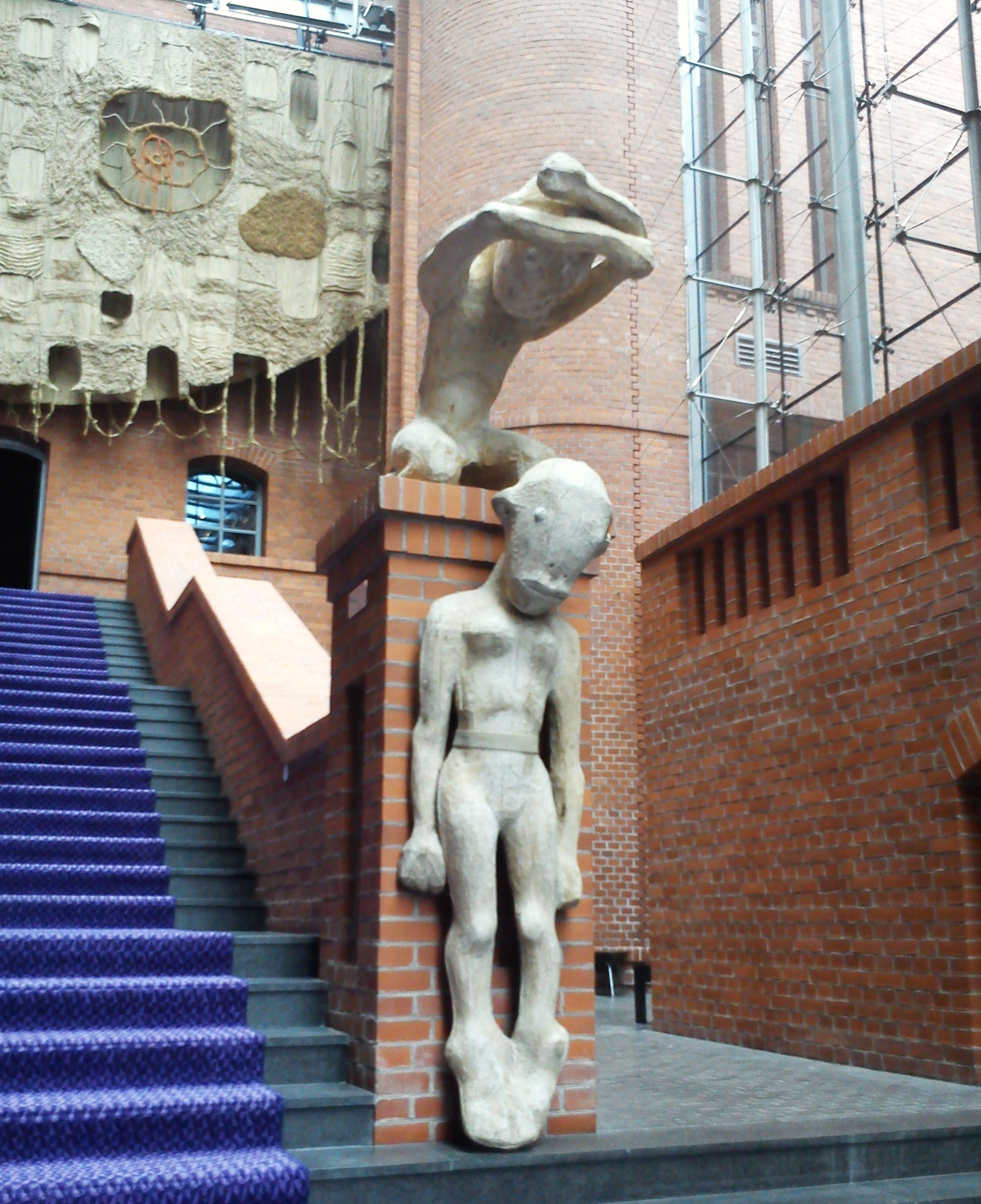
Ohne Titel („Bez tytułu“), Posen, in der Blow Up Hall 50 50

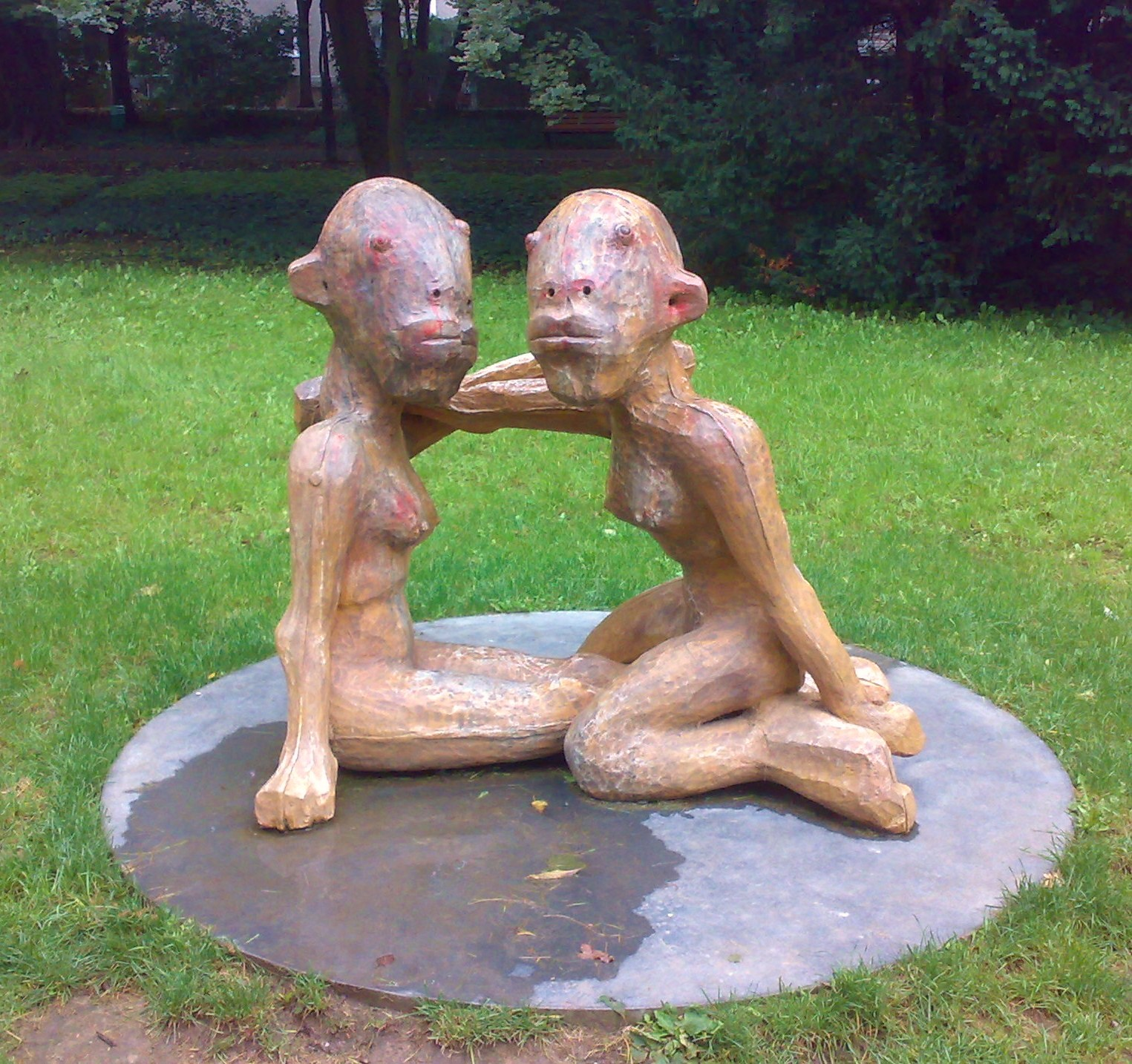
Zwei Frauen („Dwie kobiety“), Posen, im Park Sołacki

## Leben
Ambroziak studierte von 1983 bis 1989 an der Akademie der Schönen Künste in Warschau an der Fakultät für Bildhauerei bei den Professoren Jerzy Jarnuszkiewicz, Stanisław Kulon und Grzegorz Kowalski sowie Zeichnen bei Marian Czapla. Seine Abschlussarbeit entstand unter Kowalski im Jahr 1989.

### Kontroversen
Diese Abschlussarbeit an der Universität löste eine Kontroverse aus. Die Ausstellung des Diplomwerkes wurde auf Anweisung der Akademieleitung an einen für solche Anlässe nicht üblichen Ort verlegt. Auch eine Verweigerung der Diplomvergabe wurde diskutiert. Bei dem präsentierten Werk („Die Versuchung des Heiligen Antonius“) handelte es sich um eine zwei Meter hohe Skulpturengruppe, die eine nach hinten gebeugte Frauenfigur darstellt, die einen über ihr stehenden Mann an den Knien packt, als ob sie wollte, dass er niederkniet; gleichzeitig streckt sie ihre Zunge zu seinem überlebensgroßen Phallus aus. Der Mann lehnt sich zurück – als Geste der Ablehnung; in einer Hand hält er ein Kruzifix und mit der anderen hält er sich die Augen zu. Ambroziaks Interpretation der traditionellen religiösen Darbietung betonte die körperliche Beziehung und Komplexität der Die Versuchungen des heiligen Antonius. Bei einer Präsentation dieser Figurengruppe 20 Jahre später in der Südgalerie des Stettiner Schlosses löste sie keine Empörung mehr aus.
Im Jahr 2023 kam es einem Skandal wegen einer weiteren Skulpturengruppe des Künstlers (Verlassen, polnisch: „Opuszczone“). Dem im Skulpturenpark neben dem Zentrum für zeitgenössische Kunst „Znaki Czasu“ in Toruń präsentierten Werk wurde die Präsentation pädophiler Inhalte vorgeworfen.

### Auszeichnungen und Stipendien
Von 1990 bis 1992 war Ambroziak Stipendiat der Notoro-Stiftung (Fundacji Notoro); 1993 erhielt er ein Stipendium der Kulturstiftung (Fundacja Kultury) und in den Jahren 2004 bis 2005 von der Kulczyk-Stiftung. 1997 folgte eine Auszeichnung für die Skulptur „Kain und Abel“ auf der Ausstellung „Sacrum“ in Tschenstochau. Dreimal (1994, 1999 und 2008) wurde er für den Preis „Paszport Polityki“ der Zeitschrift Polityka nominiert.

## Werk
Ambroziak ist vor allem für seine großformatigen Holzskulpturen bekannt. Er verwendet für seine Arbeiten auch Silikon, Harz oder Glasfaser. Neben den großen Arbeiten fertigt Ambroziak auch kleine Skulpturen aus Bronze, Aluminium oder Wachs. Seine Figuren sind ausdrucksstark gestaltet. Der Künstler verwendet konsequent die Figur eines Mannes mit grob behauener Figur und einem unverhältnismäßig großem Kopf mit schwarzafrikanischen Gesichtszügen. Ambroziaks Gestalten haben kurze Beine, einen länglichen Oberkörper und lange, affenähnliche Arme; sie sind einander sehr ähnlich. Der Künstler unterzieht sie einer ins Groteske abgleitenden Deformation, die sie zwar hässlich aussehen, andererseits den spezifischen Charme des Primitiven ausstrahlen lässt. Diese Deformationen, fast Verkrüppelungen, und die Vereinfachung von Formen führen zu einem expressionistischen Charakter der Kunstwerke. Der Künstler nimmt gerne antike Thematiken und Motive auf und gibt ihnen eine ganz unklassische Form. Ein weiteres Sujet sind biblische und christliche Themen, die oft einer dramatischen Interpretation unterzogen werden.

„Die Form meiner Skulpturen ist das Ergebnis einer mehrjährigen Suche nach einer Gestalt, die am besten zu meinem Temperament passt. Ich bin auf der Suche nach den ersten Elementen im Menschen, weshalb ich mich religiösen Volkskulturen und primitiven Kulturen zuwende – afrikanisch oder amazonisch, aber gleichzeitig greife ich auch Elemente aus der Massenkultur auf - aus Comics und Animationsfilmen. Heute hat die Skulptur ihren Geist verloren, ich versuche, sie wiederzubeleben und Emotionen darin zu finden. Ich betrachte meine Figuren nicht nur als Skulpturen, sie sind meine Sprache, eine Art Theater, eine Art der Kommunikation. Sie liegen nahe am Schamanismus.“

## Ausstellungen
Ambroziak war weltweit an rund 200 Einzel- und Gruppenausstellungen beteiligt. Außerhalb Polens wurden seine Werke in Deutschland, England, Frankreich, Holland, Italien, Kanada, Litauen, Österreich, Schweden und in der Slowakei gezeigt:
| - 1991 – „Polnische Malerei der 80-er Jahre“, Galerie Dorota Kabiesz, Düsseldorf (Deutschland) - 1992 – Gate Gallery, Karlsruhe (Deutschland) - 1993 – „Top Five“ Maison des Artistes, Cagnes-sur-Mer (Frankreich) - 1994 – „Warsaw today“, Galerie Dickens, Montreal (Kanada) - 1994 – „Vier Elemente“, Hotel Intercontinental, Wien (Österreich) - 1994 – „Große Kunstausstellung NRW“, Düsseldorf (Deutschland) - 1994 – „Zeitgenössische Kunst in Polen“, Galerie Guth-Mass & Mass, Reutlingen (Deutschland) - 1994 – „Polnische Kulturtage“, Erfurt (Deutschland) - 1994 – „Top Five“ La Ciotat, Marseille (Frankreich) - 1996 – „Współczesna polska rzeźba“, Galerie der schönen Künste, Ostrawa (Slowakei) - 1997 – „Internationales Holz Symposium“, Arkadien, Schönfeld (Deutschland) - 1998 – „Dreiländer-Eck“ Kunstbahnhof, Herrnhut (Deutschland) - 1998 – „Grosse Kunstausstellung“, Düsseldorf (Deutschland) | - 1999 – „VI Rohkunstbau“, Schloss Groß Leuthen (Deutschland) - 1999 – „Grosse Kunstausstellung NRW“, Düsseldorf (Deutschland) - 1999 – „Dreiländer-Eck“, Kunstbahnhof, Herrnhut (Deutschland) - 2000 – „Grosse Kunstausstellung NRW“, Düsseldorf (Deutschland) - 2000 – „FLUR 2000“, Holzbildhauer Symposium Erlbach/Eubabrun (Deutschland) - 2000 – „L’Art dans le Monde“, Paris-Musees, Paris (Frankreich) - 2000 – „Coincidence“, Kulturzentrum Ignis, Köln (Deutschland) - 2001 – „Art Jonction“, 15. Foire Internationale D’art Contemporain, Nizza (Frankreich) - 2002 – „Straße der Skulpturen“, Galerie e.o., Plauen (Deutschland) - 2003 – „Kunstsymposium“, Kunstbahnhof, Herrnhut (Deutschland) - 2004 – „Warszawa w Wilnie, Wilno w Warszawie“, Galeria „Arka“, Wilno (Litauen) - 2005 – „Świadkowie czasu“, Instytut Polski, Stockholm (Schweden) | - 2005 – „Świadectwa czasu“, Instytut Polski, Berlin (Deutschland) - 2006 – „Zwei Generationen polnischer zeitgenössischer Kunst“, Konvent Santa Katharina, Finalborgo, Finale Ligure (Italien) - 2006 – „Sollentuna“, Kunstausstellung, Stockholm (Schweden) - 2007 – „Sollentuna“, Kunstausstellung, Galerie Mitteleuropa, Stockholm (Schweden) - 2007 – „Pertolzhofener Kunstdingertage 2007“, Kunstverein Pertolzhofen e.V., Pertolzhofen (Deutschland) - 2008 – „Pertolzhofener Kunstdingertage 2008“, Kunstverein Pertolzhofen e. V., Pertolzhofen (Deutschland) - 2008 – „Flur 2008“, Vogtländisches Holzbildhauersymposium, Erlbach/Eubabrunn (Deutschland) - 2008 – „Affordable Art Fair“, Autumn Collection 2008, Targi Sztuki, London (England) - 2008 – „Affordable Art Fair“, Amsterdam 2008, Targi Sztuki, Amsterdam (Holland) |